# 720 TCN
720 TCN là một năm trong lịch La Mã.